# 皮拉米登
皮拉米登（挪威語：Pyramiden，羅馬化：Piramida）一座位于挪威斯瓦尔巴群岛的俄罗斯人定居点和采煤社区。1910年由瑞典人建立，1927年出售给苏联。1998年被俄罗斯政府关闭，大量的建筑和设施被遗弃在当地。2007年以后成为旅游观光地。

## 历史
皮拉米登于1910年由瑞典人建立，1927年出售给苏联。定居点位于斯瓦尔巴群岛斯匹次卑尔根岛中部，濒临比勒峡湾。得名于附近同名的金字塔形高山。距此地最近的定居点即为斯瓦尔巴首府朗伊尔城，位于其以南约50公里。在苏联时期，该地大部分人口为乌克兰人，矿工来自顿巴斯，职员来自沃里尼亚。
该定居点为俄罗斯国有采矿企业Arktikugol所拥有，在最繁荣时期，皮拉米登拥有超过1000名居民，还有一座小学。
1998年3月31日，该地的采煤活动停止。最后一名居民于当年10月10日离开。从此皮拉米登成为鬼城，直到2007年开展了旅游观光业。
世界上最北的一架钢琴就放置在该地文化中心的音乐厅内，此外该地还有最北的列宁纪念碑、最北的游泳池等设施。

## 图片

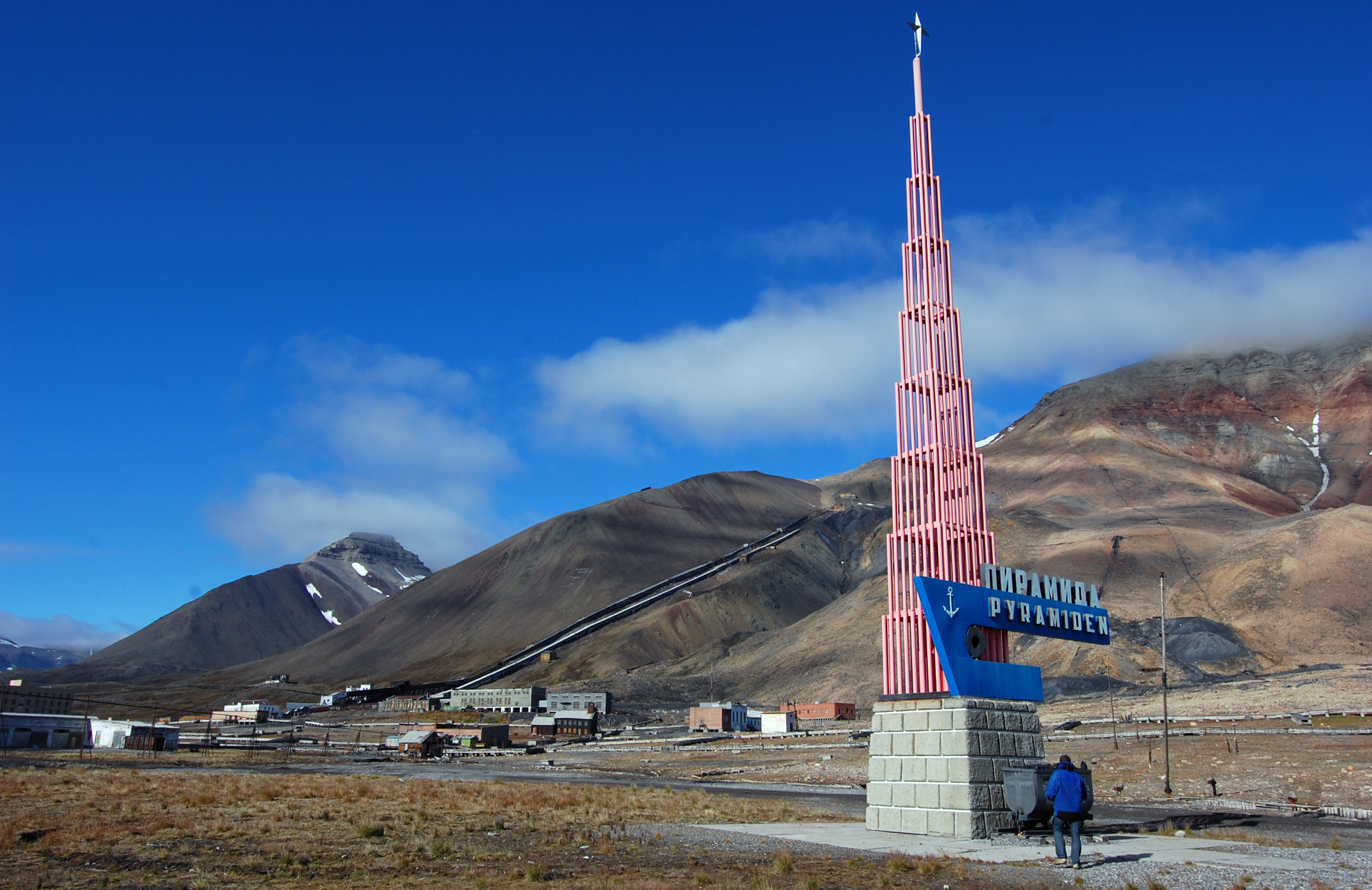
皮拉米登纪念碑
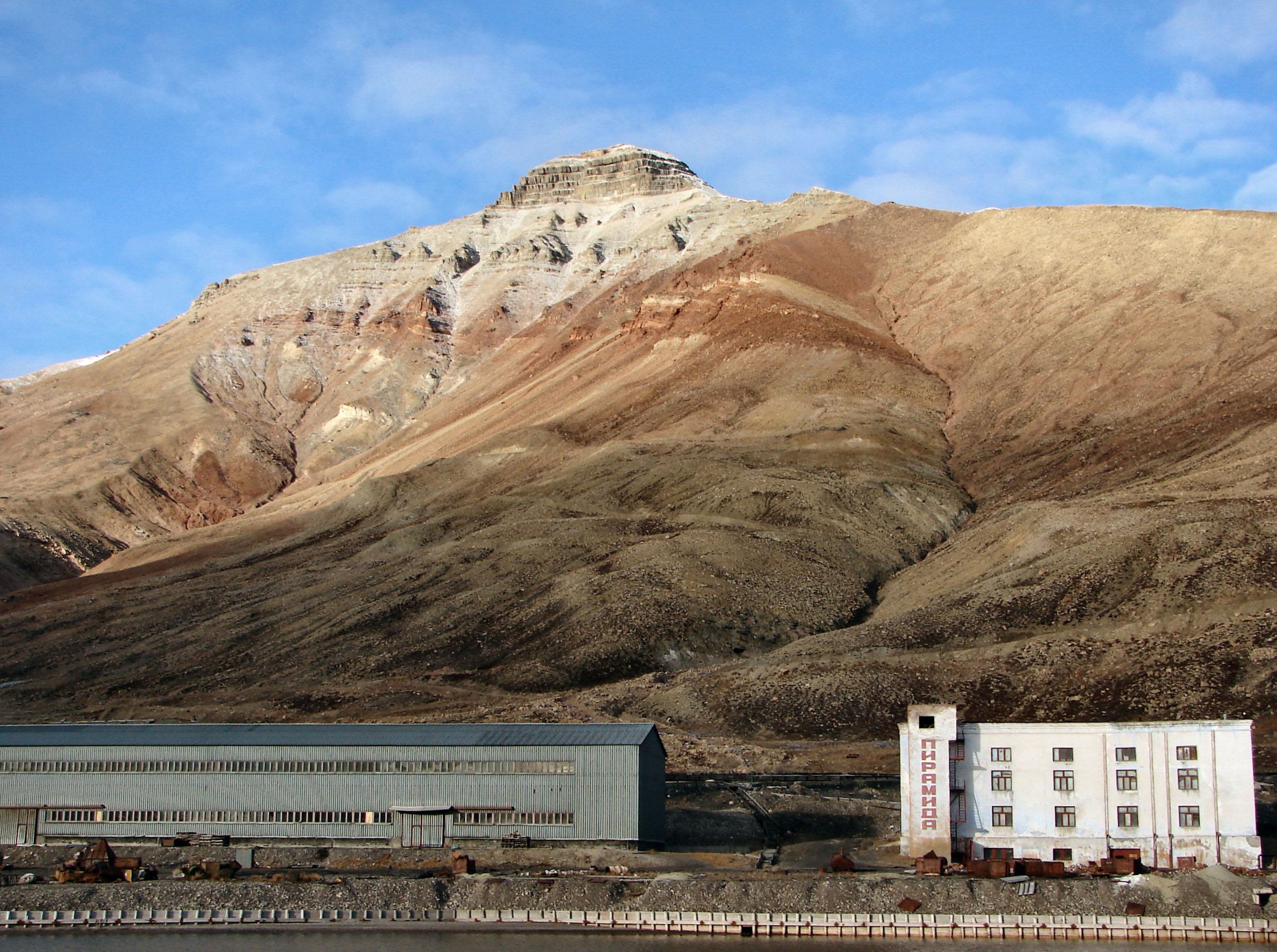
皮拉米登港和同名高山
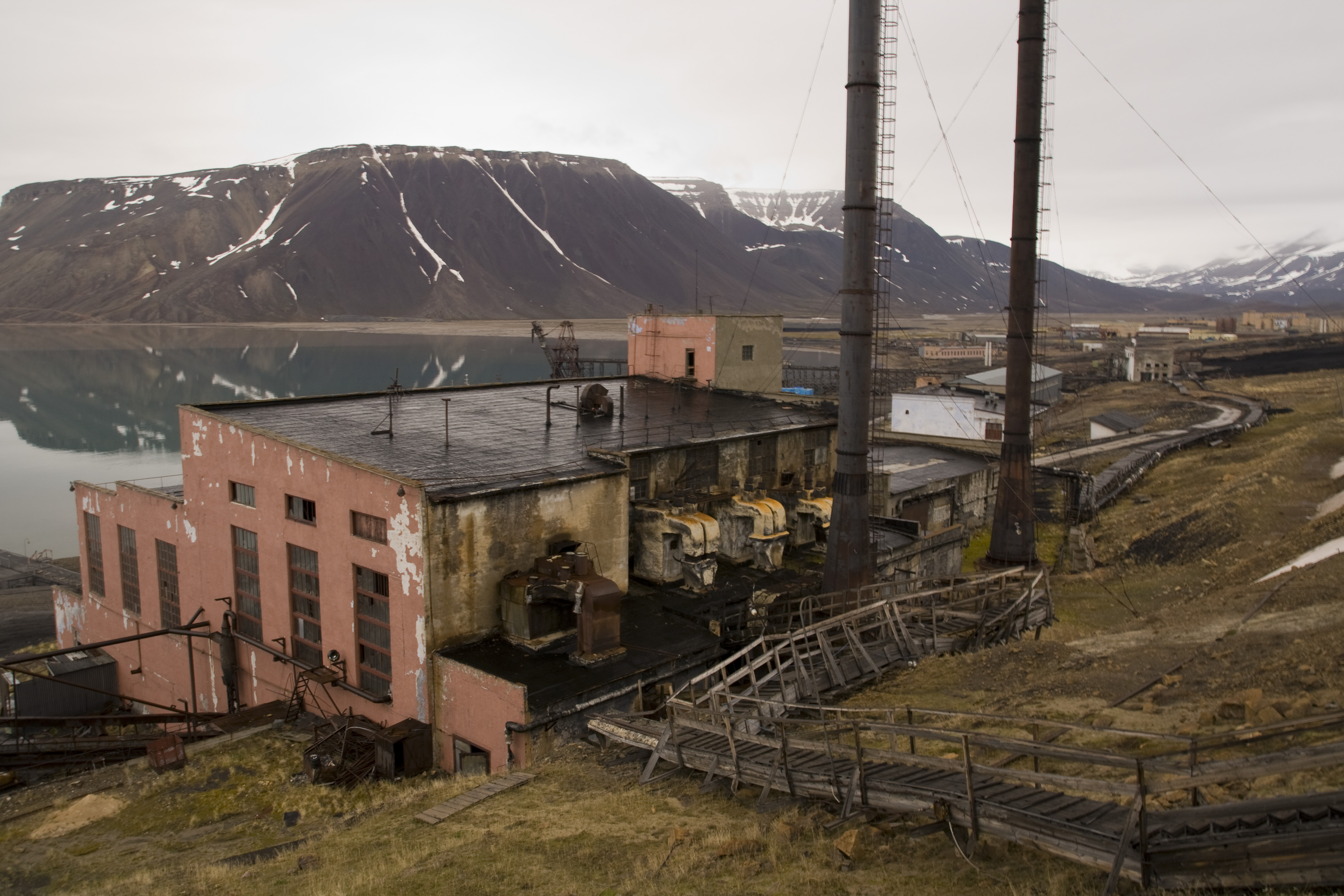
发电站
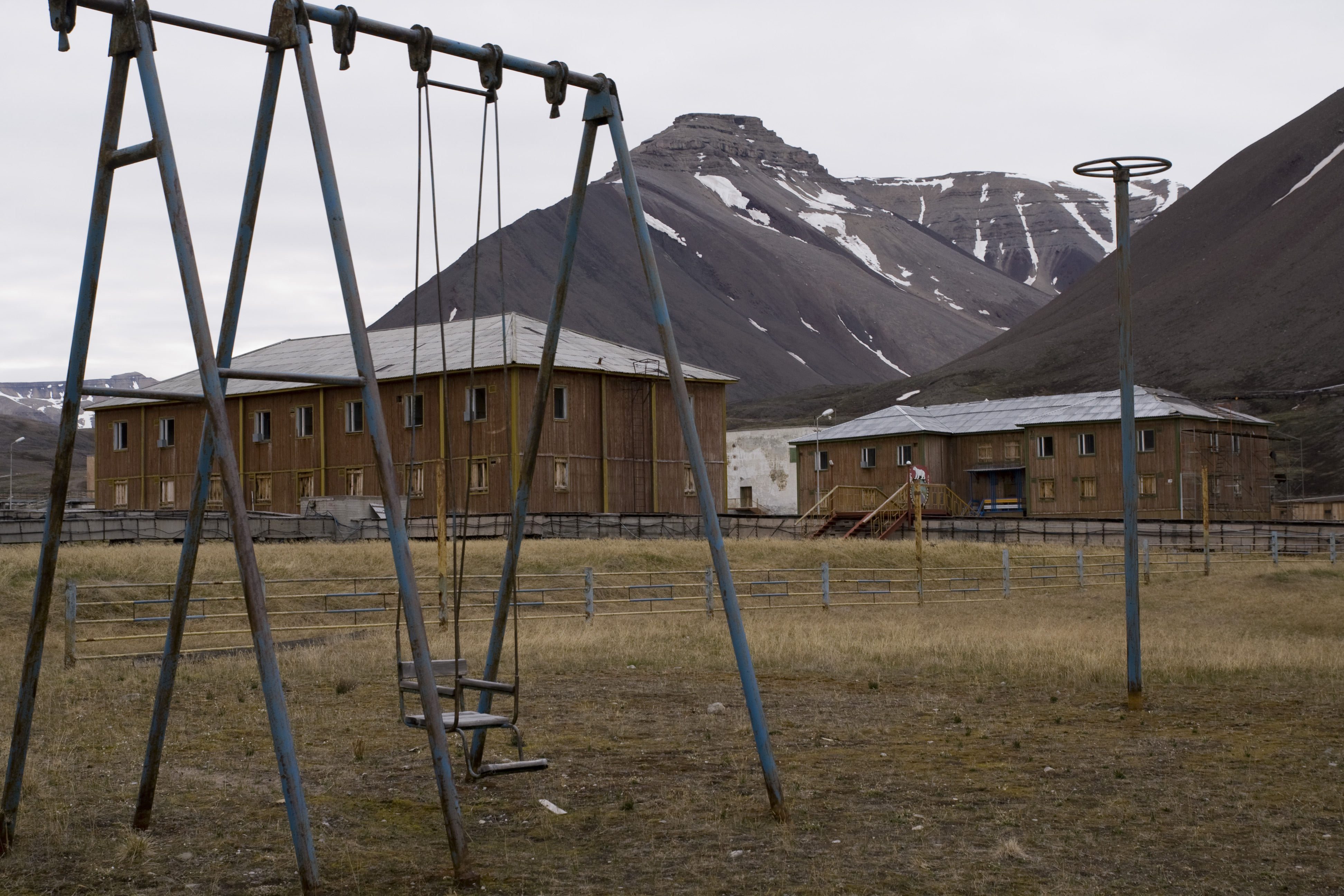
西伯利亚式木屋
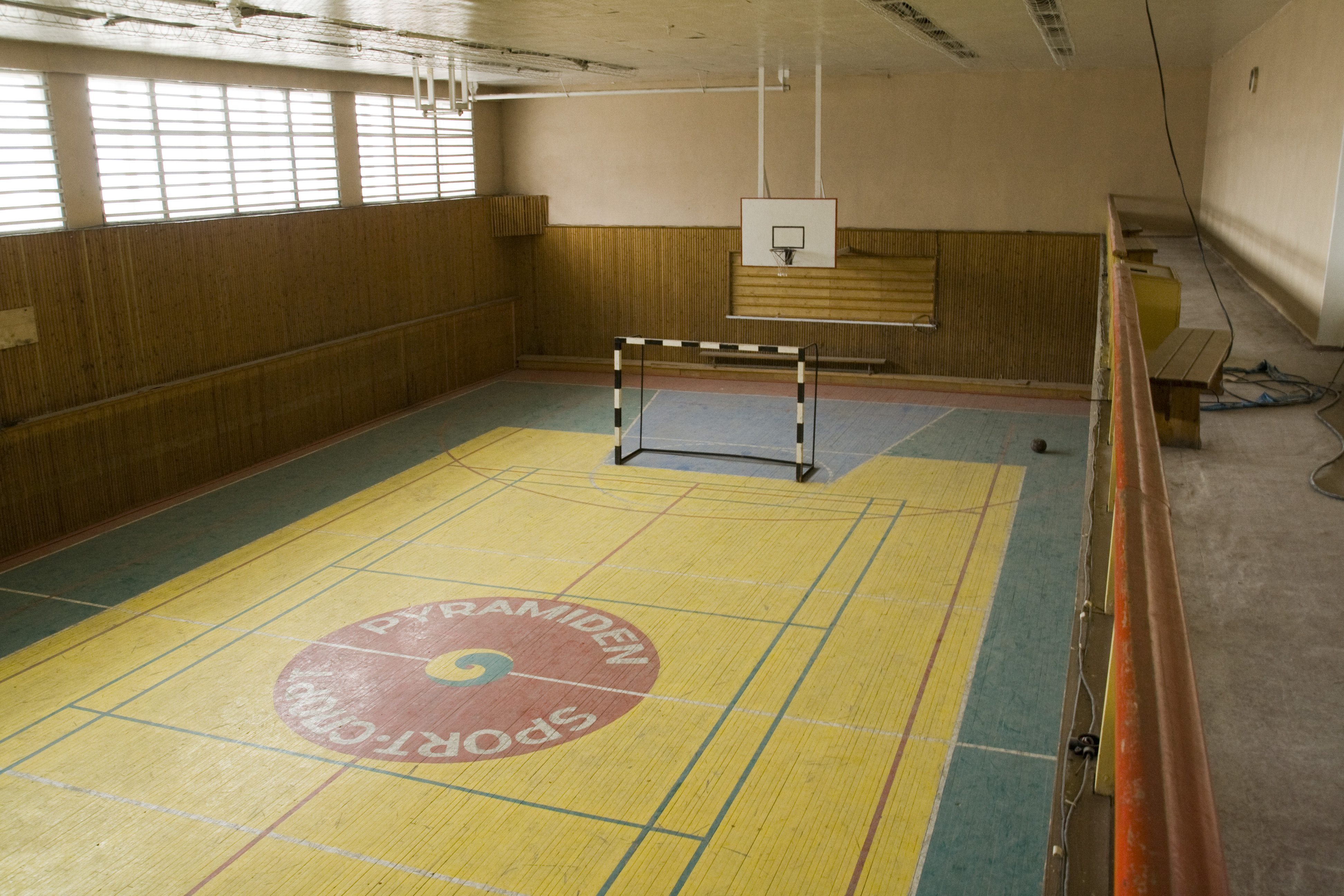
体育馆

## 说明
1. ↑  尽管当地没有常住居民，但是有少量工作人员在当地从事基础设施维修，旅游接待的工作。